# Christus-König-Statue (Lens VS)

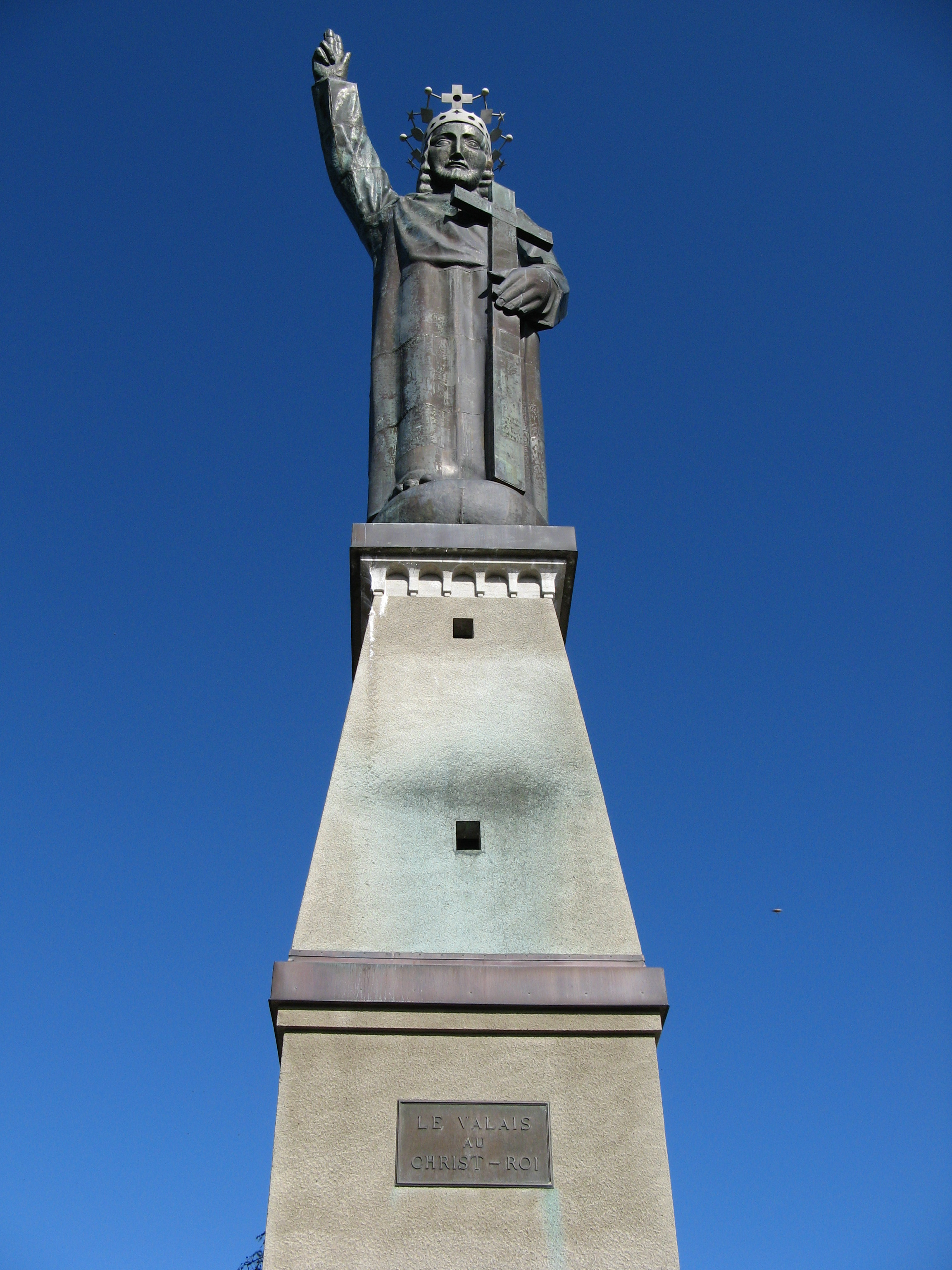
Der Christus König von Lens VS, Schweiz

Die Christus-König-Statue in Lens (Statue du Christ-Roi à Lens) ist eine 15 Meter hohe Christus-Statue in der Gemeinde Lens im Wallis in der Schweiz. Sie soll den 1900. Jahrestag des Sterbens von Jesus Christus markieren. Sie steht über dem Kantonshauptort Sitten und wurde am 22. September 1935 eingeweiht.
Errichtet wurde sie auf dem Gipfel der Colline du Châtelard auf 1272 m. ü. M., symbolträchtig hoch über dem Rhonetal, unweit des unterirdischen Sees von St. Leonard. Sie stellt den krönenden Abschluss der Arbeit des Chorherren Pierre Gard dar. 
Die Statue steht auf einem 15 Meter hohen Sockel, unter dem eine Kapelle eingerichtet wurde. Auf dem Sockel befindet sich eine Metalltafel mit der Aufschrift: „Le Valais au Christ-Roi“ (“Das Wallis sei dem König Christus geweiht”). Die Figur hält ein Kreuz in der Linken, während die rechte Hand zum Schwur gehoben ist.
In der Kapelle sind die 13 Wappen des Kantons Wallis und einige Heiligenbilder gemalt: der Hl. Peter in Ketten (St. Pierre-aux-Liens), Sankt Bernard von Mont-Joux, Sankt Mauritius und Sankt Theodul.
Die Statue kostete 1935 42'000 Franken.

## Trivia
Die Episode 5 der Staffel 1 der Fernsehserie Tschugger endet mit einem Cliffhanger, indem mehrere Personen mit Mönchskutten bekleidet im Inneren der Statue verschwinden. In Staffel 2 ist die Statue erneut zu sehen.